# 英國皇家海軍後備隊

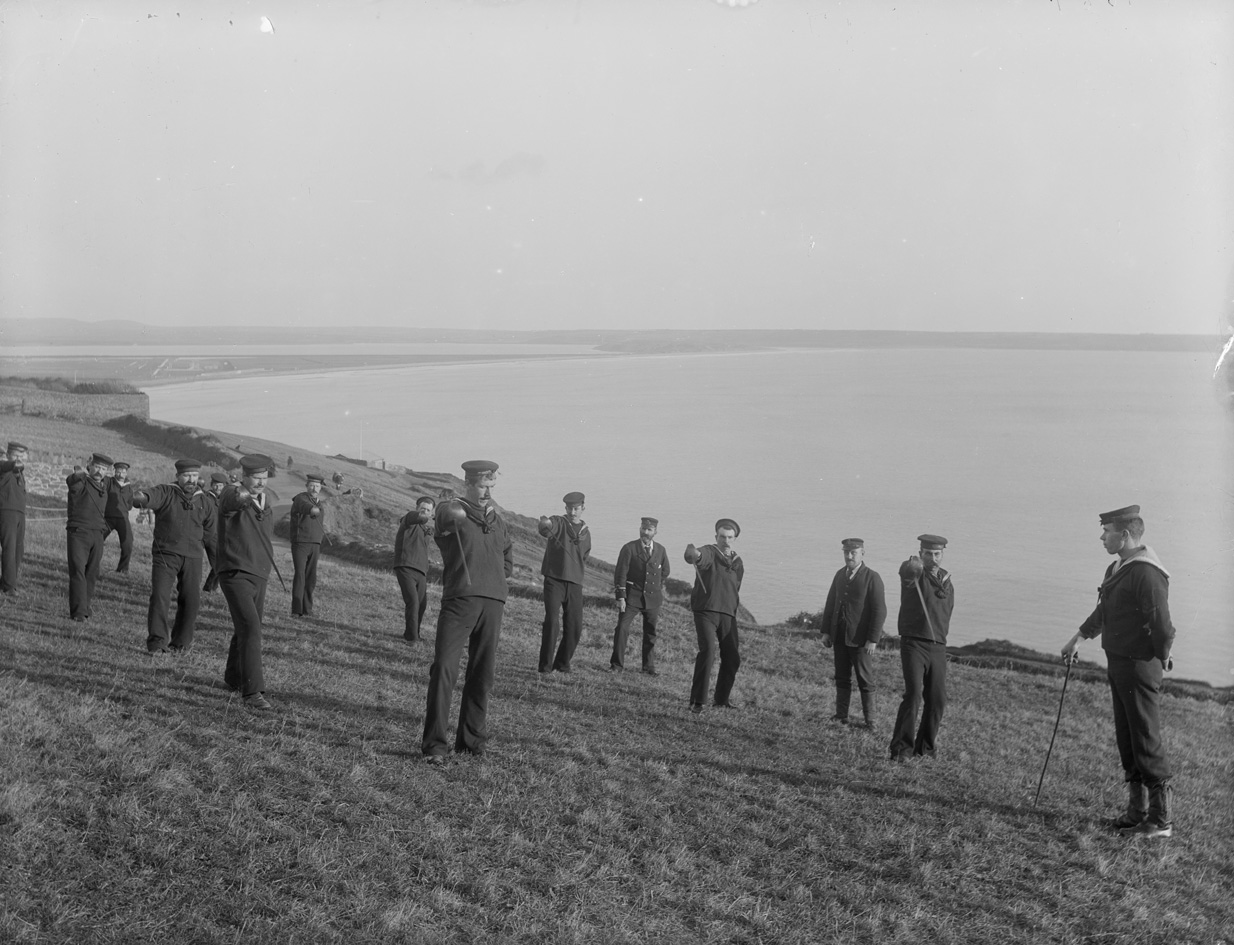
1905年，英國皇家海軍後備隊正在訓練人員，拍攝於瓦特福郡特拉莫爾。

英國皇家海軍後備隊（英語：Royal Naval Reserve，縮寫：RNR）是英國皇家海軍的志願預備役部隊。由1859年創建的舊英國皇家海軍後備隊和1903年創建的英國皇家海軍志願後備隊（Royal Naval Volunteer Reserve）合併。皇家海軍後備隊參與過第一次世界大戰、第二次世界大戰、伊拉克戰爭和阿富汗戰爭。

## 歷史
皇家海軍後備隊起源於海員登記冊，該登記冊於1835年成立，旨在確定戰爭期間海軍服役的人員，但在1854年的克里米亞戰爭中，登記冊中只有400人自願參戰。因此，1858年成立了皇家海軍人員委員會，後者制定了1859年的《海軍預備役法案》。使英國商船隊的海員成為皇家海軍後備隊，在戰爭期間可以徵召到常規的皇家海軍中服役。皇家海軍後備隊最初只是海員的儲備部隊，但到了1862年，其職能擴展到招募和培訓預備役軍官。

## 單位
皇家海軍後備隊擁有15個單位（包括3個附屬單位）。

## 外部連結
- RNR homepage （页面存档备份，存于）
- Search and download the WW1 service records of those who served in the Royal Naval Volunteer Reserve War from The National Archives. （页面存档备份，存于）
- Support for Britain's Reservists
- Maritime Volunteer Service （页面存档备份，存于）
- The All Party Parliamentary Reserve Forces Group